# Сопот
Вижте пояснителната страница за други значения на Сопот.
Сопот е град в Централна България, област Пловдив. Градът е административен център на община Сопот. Населението на град Сопот, според преброяването от 2011 година, е 8754 жители, а към 15 декември 2014 е 9087 жители. По данни на НСИ населението на града към 31 декември 2018 г. е 8197 жители.
По данни на ГРАО към 15 март 2024 г. в града живеят 8444 души по настоящ адрес и 9353 души по постоянен адрес.

## География
Сопот е разположен в плодородната Стремска долина на 510 m надморска височина в самите поли на Стара планина, и се намира на 5 km западно от Карлово, на 136 km източно от София, на 63 km северно от Пловдив и на 61 km южно от Троян.
В близост до града е началната станция на седалковия лифт до хижа Незабравка, който е най-дългият на Балканите.

## Климат
Сопот има преходно-континентален климат. Зимите са меки, средна януарска температура около 0°C, пролетта и есента – приятни, а лятото е умерено топло, със средна юлска температура – 20°C. Годишните валежи са 653 mm, като най-много вали през юни, а най-малко през февруари и март.

## История
Сопот е родното място на великия български поет и писател Иван Вазов. Там той прекарва детството и юношеството си, оставили най-дълбоки следи в жизнения и творческия му път.

### Праистория
Като населено място историята на Сопот започва преди около 3 хилядолетия. В чертите на самия град и в землището му са открити останки от поселищен живот още от времето на старожелязната епоха (халщатска култура), но има основания да се допусне и по-ранна датировка, тъй като станалата прочута напоследък със златните си съкровища халколитна (каменно-медна) култура „Дъбене“ отстои само на 7 km от Сопот. По времето на Одриското царство съществуват най-малко 3 поселища в землището на града. За това красноречиво говорят откритите в района на гара Сопот находки от монети на тракийските владетели Севт II и Севт III, а също и на Филип II Македонски, Александър Велики, Филип III Аридей и Лизимах. Открити са както бронзови, така и сребърни монети от едър номинал – тетрадрахми. В следващите няколко столетия животът не прекъсва, което се доказва от находки както от самия град, така и от околността му. Под самия днешен център на града лежат масивни римски руини. Такива има и в м. „Кайряка“ – това са останките от т.нар. крепост „Триъгълника“ (наречена така поради формата `и във вид на равностранен триъгълник). Пак от онова време е откритият римски некропол, който вече се намира в чертите на града. Намерените в некропола монети и артефакти го датират във II – V век.
След нашествията на готите (гетите) поселението се премества на изток в местността „Света Tроица“, където са открити монети и предмети от времето на императорите Зенон и Анастасий. Животът тук продължава до IX – X в., като има открити останки от манастир. През X – XI век градът се мести на днешното си място. От онова време е църквата „Св. Богородица“ (Горната черква), опожарена през 1877 г. от турците, днес превърната в параклис „Покров Богородичен“. Част от населението остава в предишното селище в м. „Св. Троица“, друга част се заселва в подножието на Аневско кале. Така се образуват 3-те основни квартала на средновековния град Копсис, който според византийските хронисти Георги Пахимер и Йоан VI Кантакузин е бил столица на владенията на братята Смилец, Радослав Смилец и Войсил. Смилец дори успява да се възкачи на престола на българските царе и управлява през 1292 – 1298 г. Името Копсис, с което е споменат градът във византийските хроники, е точното гръцко съответствие на старославянското „сопот“ (улей, тур. „чучур“).

### Произход на името
Името на града произлиза от праславянската дума „сопотъ“ – шумящ поток, извор.

### Средновековие
При нашествието на османците в края на XIV век те наричат града Узун шехир (т.е. Дълъг град), тъй като трите му квартала са се разпростирали на разстояние от около 10 km. Градът оказва упорита съпротива на османските турци при нашествието им по нашите земи, заради което е разрушен до основи (вж. в историята на Анево). Името му, макар и изопачено на „Гьопса“ според турските езикови норми и закони, остава като название на административната единица „нахия“ (околия) дори до Освобождението. Въпреки че е разорен, градът и населението му не вдъхват доверие у завоевателя и по тази причина, като нахийски център, турците основават в началото на XV век съседно Карлово, като построяват и запазената и до днес в центъра му Куршум джамия. На тази джамия е посветено землището на Карлово за издръжка (т.е. вакъфирано) с „Вакъфнамето на Али Карлъзаде“ за речената джамия в 1479 г. Там за пръв път се споменава и Сопот под другото си име – Акче клисе (т.е. Бяла черква), с което име градът е записван във всички османски регистри до Освобождението, и с което е описан в романа „Под игото“ на Иван Вазов. Въпреки всичко българското население продължава да употребява името Сопот, както се вижда от запазени записи из църковни книги, най-ранната от които е от 1585 г.
Спор за мерата между Карлово и Сопот започва още с основаването на Карлово. Той достига връх през 1633 г., когато лично султан Мурад IV издава ферман и изпраща служебни лица от Цариград и Стара Загора, за да определят границата между Сопот и Карлово. Спорът е решен в полза на вакъфа, т.е. Карлово. През 1665 г. е основан девическият манастир „Въведение Богородично“ от схимонахиня Сусана. Той е бил застроен в близост до Хилендарския метох, изгорен от кърджалиите през 1794 г., но оставил названието „метох“, което се пренесло върху девическия манастир, без той самият да е метох. Тук, в този хилендарски метох, е идвал отец Паисий и впоследствие донесъл своята „История славеноболгарская“, която е преписвана многократно, и от която са известни 2 по-късни преписа от 1828 г. и 1845 г. под името „Сопотски преправки на Отецпаисиевата история“. От средата на XVII век има данни за килийно училище при църквата „Св. Богородица“. Там е имало и скрипторий за преписване на книги. Освен църковни книги се преписвали и т. нар. „дамаскини“ (книги сборници със смесено съдържание от църковни поучения и жития до откровено апокрифни текстове като такива за гадаене по гръмотевици и потрепване на различни части от човешкото тяло). Сопотската дамаскинарска школа просъществувала до втората половина на XIX век. Известни са 5 дамаскинарски сборника, произхождащи от Сопот за периода XVII – XIX век. Това дава всички основания да се приеме съществуването на Сопотска книжовна школа в посочения период.

### Възраждане
През 1794, 1800 и 1807 г. Сопот е нападан и разсипан от кърджалийските орди на Хасан Окюзджиоглу, Стоян Инджето и накрая от Емин ага Балталъ, като особено съсипващо било последното нападение на Емин ага от 1807 г., което прокудило голяма част от населението по други селища като: Карлово, Етрополе, Тетевен, Севлиево, а също и по Влашко (Брашов, Галац, Букурещ и др.). В следващите няколко десетилетия Сопот успява да се съвземе и въздигне икономически като развива над 30 занаята, основно: басмаджийство (кърпи за глава), астарджийство (платнарство), ножарство и гайтанджийство. Освен тях немаловажни са и стъкларството (развито още от XVI век по сведения на Иречек) и ножарството. Поради развитата си домашна индустрия (манифактура) по това време започнали да наричат града Герджик (т.е. хубав) Сопот и Кючук (Малкият) Манчестър заради произвежданите и изнасяни гайтани, аба, и вълнени чорапи чак до Босна и Херцеговина на запад, и из Анадола на изток. Това позволило на Сопотската община да създаде третото в страната ни новобългарско училище през 1836 г. През 1845 – 1846 г. в Сопот е построена една от най-големите възрожденски църкви по българските земи, шедьовър на брациговската строителна школа – църквата „Св. св. апостоли Петър и Павел“ (Долната църква). През 1850 г. е създадено и девическо училище, което през 1874 г. прераства в четирикласно. През 1870 г. е създадено и читалище с библиотека (днес читалище „Иван Вазов“).
Сопот е бил важно средище в дейността на Васил Левски. На 7 декември 1858 г. приема монашеството и името Игнатий в Сопотския манастир „Св. Спас“ под мантията на йеромонах Кирил. В Сопотския мъжки манастир Левски създава първия монашески революционен комитет още през 1869 г. с председател игумена отец Рафаил, приятел на Апостола. През 1869 г. в дома на Тодор Кошников е създаден и Сопотски революционен комитет, част от Вътрешната революционна организация, като сред учредителите са Тодор Кошников, Фратю Попов, отец Рафаил, Ганчо Попниколов, Сребрьо Стойновски, дякон Богослов Макриев.
При посещенията си в този край Апостолът винаги е предпочитал да пребивава и да се среща с майка си в Сопот, а не в родното си Карлово. Герджик Сопот погива в пламъците на Руско-турската война. Градът е опожарен (1877 г.), а населението му избито или прогонено. От над петхилядното население към оня момент над 900 души са избити и измрели от глад, болести и неволи само за 6 месеца до повторното освобождаване на града на 1 януари 1878 г. (стар стил). Временното руско управление отпуска около 5000 златни рубли на сопотската община за възстановяването ѝ. Средствата са използвани за възстановяването на: Мъжкия манастир „Св. Спас“, църквата „Св. св. Петър и Павел“ (Долната църква), Девическото училище и конака (общинското управление). На населението била раздадена помощ от една златна рубла на човек (тогава в Сопот останали не повече от 1500 жители). За църквата „Св. Богородица“ (Горната църква) и Мъжкото класно училище парите не достигнали и те останали в руини. Започнал един от най-трудните периоди за оцеляването на Сопот. Поминъкът на града бил съсипан допълнително, освен от турското разорение и от вноса на европейска фабрична прежда за замиращата търговия с гайтани.

### След Освобождението
През 1883 г. тук избухва първият в новата история на България социален бунт – бунтът на сопотските предачки срещу вноса на фабричната прежда, което отнема едно от малкото останали препитания на сопотненци – преденето на прежда за гайтани. До началото на 1890-те години населението на града прогресивно намалява, за да стигне до около 1000 жители. През 1892 г. с цел повдигане на статуса и насърчение на жителите му Министерският съвет на Княжество България с нарочен рескрипт потвърждава статута на град за общината на Сопот, въпреки че той е имал този си статут още от турско време. Малко или много това изиграва положителна роля за града и той лека-полека започва да се съвзема. Гражданите на Сопот се преориентират от производството на гайтани към по-доходното и печелившо тъкане и производство на килими и материали за тях (вълна, прежди, бои и т.н.) Откриват се и 2 работилници (фабрики) за килими.
От началото на ХХ в. Сопот започва да се съвзема и до Балканските и Първата световна война почти удвоява населението си. В годините на войните градът дава около 100 жертви. Отново следват трудни следвоенни години и борба за оцеляване. При немалкото съдействие на братята генерали Георги и Владимир Вазови през 1935 г., след посещение на цар Борис III в града по повод откриване на къщата музей „Иван Вазов“, е огледан и одобрен теренът за построяване на Държавната военна фабрика. Нейното строителство започва през 1936 г. и през 1939 г. официално е открита. Това дава небивал тласък в развитието на Сопот и района. По време на Втората световна война на 26 юни 1944 г. градът и Държавната военна фабрика са бомбардирани от британско-американска военновъздушна ескадра, без да са дадени жертви и без да са нанесени сериозни поражения или щети, както на града, така и на фабриката. Между 1950 г. и 1965 г. градът носи името Вазовград, след което отново е върнато историческото му име Сопот. В града към 1956 г. е било създадено Трудово кооперативно земеделско стопанство (ТКЗС) „Александър Стамболийски“.

## Религии
Населението на Сопот изповядва предимно източноправославното християнство. Има по няколко семейства римокатолици и евангелисти. Няма мюсюлмани.
- Манастирът „Свети Спас“ или Сопотски мъжки манастир „Възнесение Господне“ (в сегашния си вид от 1879 г.), в който е замонашен на 7 декември 1858 г. Васил Левски
- Девически манастир „Въведение Богородично“ (датира от 1665 г.), част от Стоте национални туристически обекта на Българския туристически съюз

## Здравеопазване
- МБПЛ „Иван Раев – Сопот“

## Икономика
Основни промишлени предприятия:
- „Вазовски машиностроителни заводи“ (ВМЗ) – военна промишленост
- „Лагерен завод“, основна производствена база на регистрираната в София „СКФ Берингс България“
- „Пеппер Модна индустрия“ – шивашка промишленост

В района на Сопот се отглеждат етерично-маслени култури (казанлъшка роза, мента).
Районът на Сопот към 2014 г. вече се е утвърдил като примамливо и предпочитано място за практикуване на екстремни спортове. Европейският център за екстремни спортове и медитация „Шамбала“ се определя като най-доброто място в България за любителите на този вид спорт, като предлага богат избор от различни занимания в областта на парапланеризма, маунтинбайк и скално катерене. „Шамбала“ домакинства ежегодно на много национални и международни състезания по екстремни спортове.

## Обществени институции
- Читалище „Иван Вазов“ (основано през 1870 г.)
- НУ „Баба Неделя Петкова“
- Гимназия „Иван Вазов“
- Професионална гимназия „Ген. Владимир Заимов“
- църква „Св. св. апостоли Петър и Павел“ (построена през 1846 г.)
- Рокерски клуб „Траки“
- Клуб по парапланеризъм Скайномад

## Забележителности
- Къщата музей на Иван Вазов, част от Стоте национални туристически обекта на Българския туристически съюз
- „Занаятчийски еснафъ“ (осн. 2005 г.) Етнографски и занаятчийски център „Сопотски еснафъ“ е разположен в две възрожденски къщи „Бъдината къща“ и къща „Загубански“ в центъра на Сопот, където наследниците на старите майстори демонстрират и предават своя опит. Стопанисва се от къщата музей „Иван Вазов“ и Сдружението на сопотските майстори и ценители на художествените занаяти. Посетителите могат да разгледат и четири тематични етнографски сбирки, да наблюдават работата на местните занаятчии – гравиране, инкрустиране, тъкачество, както и да опознаят сопотския бит и традиции. Особено оригинална е уредбата на гостна стая от градски тип от края на XIX в. В центъра се намира уютно магазинче за традиционни занаяти от сопотската школа. На втория кат е подготвена стая-работилница за млади хора, които проявяват интерес да учат стари занаяти, като интерес предизвиква уредбата на типична сопотска гостна стая, възпроизвеждаща стила и бита от края на ХІХ и началото на ХХ век. Обектът се намира на ул. Йордан Войвода 4, на 3 мин. от Девическото (Радино) училище.[5]
- Девическо (Радино) училище е построено през 1851 година. То е едно от първите девически училища в България. Едно от помещенията пресъздава класна стая от времето на Възраждането. В друга стая е поместена постоянна изложба от графики на Бинка Вазова – племенница на народния поет, с изгледи от стария Сопот.
- Аневско кале, крепост от 12-14 век. Крепостта е била част от родовите владения на братята Смилец, Войсил и Радослав, отъждествявана със средновековния град Копсис. Най-високо се намирала централната цитадела, която имала съоръженията нужни за самостоятелна отбрана. Разкопките показали, че в крепостта имало и манастирски комплекс с църкви, както и няколко самостоятелни църкви. Възходът на средновековния Копсис е през периода ХІІІ – XIV в.

- Дядо Стояновата воденица се намира до пътя, водещ към началната станция на седалковия лифт, в северозападния край на града.[6] Историческата воденица от Вазовия роман „Под игото“ e действаща и показва интериор от типичната воденица караджейка. В нея е стаята на дядо Стоян със съхранения си интериор, както и работното помещение. В близост до Воденицата е и маркираният любим камък, на който е присядал народният поет Иван Вазов.

В местността „Почивалото“ има условия за парапланеризъм и междинна станция (на 1389 m н.в.) на въжената линия до хижа Незабравка в Стара Планина.

## Редовни събития
Всяка година на празника „Св. Атанасий“ (18 януари) в двора на църквата „Св. св. Петър и Павел“ се прави и раздава курбан от общината за здраве и благополучие на жителите на общината.
Ежегодно на 9 юли се провеждат и Вазовите тържества по случай рождения ден на народния поет, а на всеки 5 години се дава и Вазовата награда за литературно творчество.
Ежегодно в град Сопот на територията на Европейския център за екстремни спортове и медитация Shambala се провеждат национални, международни и световни състезания по парапланеризъм. Посещават се от състезатели от цял свят като Гърция, Турция, Румъния, Северна Македония, Сърбия, Австрия, Германия, Украйна, Унгария, Австралия, САЩ, Корея, Япония, Китай и др.

## Личности

### Родени в Сопот

#### Военни, политически и просветни дейци
- Аверкий Петрович (ок. 1815 – 1877), духовник, просветител, пръв екзархийски митрополит на Враца (1872 – 1874)
- Аврам Димитриевич (ок. 1630-ок. 1710), свещеник, първи учител, изкусен книжовник и краснописец
- Аврам Иванов Гуджев (1851 – 1895), български военен деец
- Атанас Кискинов, четник в Ботевата чета
- Атанас Пиперков (1848 – 1877), четник в четата на хаджи Димитър и Стефан Караджа
- Борис Вазов (1873 – 1957), български политик и общественик
- Владимир Вазов (1868 – 1945), български офицер
- Георги Вазов (1860 – 1934), български офицер
- Димитър Кирков (1861 – 1918), генерал от артилерията, командир на 8-а Тунджанска дивизия през Балканската война, герой от битката при Одрин
- Димо Матев (1866 – 1947), български офицер
- Евтимий (1848 – 1904) – духовник, просветен деятел, учител в Болградската българска гимназия
- Енчо Багаров (1925 – 1963), известен български артист-комик
- Фратю Попов (1846 – 1903), общественик, революционер, учител и съдия
- Иван Аврамов (1868 – 1945), български военен деец
- Иван Вазов (1850 – 1921), писател, поет и драматург
- Иван Нончев, деец на ВМОРО, четник на Михаил Даев[7]
- Иван Унгаров (1844 – 1915), участник в Ботевата чета
- Иван Чонтов, медик, благодетел на Сопот
- Иван Шишков (1859 – 1946), генерал-майор
- Калист Луков (1810 – 1862), възрожденски учител и просветен деец, ученик на Неофит Рилски
- Кирко Киркович (ок. 1845 – 1877), български лекар
- Кирил Вазов (1855 – 1943), български общественик
- Кирил Нектариев (1798 – 1870), духовник и благодетел на образователното дело
- Кирил Слепов (1830 – 1877), духовник и революционер
- Киро Нейчев, деец на ВМОРО, четник на Михаил Даев[7]
- Климент Врачански (1873 – 1930), митрополит на Враца (1914 – 1930)
- Константин Батолов (1878 – 1938), български политик и дипломат
- Матей Стойков (1860 – 1928), български военен деец
- Матей Икономов (1871 – 1960), български театрален деец, един от пионерите на българския театър
- Неделя Петкова (1826 – 1894), учителка и революционерка
- Никола Куртоклиев (1869 – 1938), български офицер
- Петко Караиванов (1859 – 1900), български военен деец, син на Неделя Петкова, и първи братовчед на Васил Левски
- Ставри Костов Константинов (1830 – 1902) сопотски благодетел и дарител
- Станислава Караиванова (1857 – 1926), българска просветна деятелка
- Стоян Киркович К., д-р дпн., професор по медицина, български интернист, декан на медицинския факултет към Софийския университет в периода 1930 – 1931 г.
- Тодор Киркович, войвода, четник от четата на дядо Ильо войвода, участник в Ботевата чета, опълченец

#### Други личности
- Гина Караиванова (1805 – 1878) – майка на Васил Левски
- Иван Раев (1877 – 1938) – народен лечител, открил лечението на потсенцефалитния паркинсонизъм след прекарана „сънна болест“ (епидемичен енцефалит). Впоследствие това лечение почва да се използва и при всички останали форми на паркинсонизъм и е известно като „curra bulgara“, т.е.: българското лечение.
- Архимандрит хаджи Василий (1800 – 1874) – вуйчо на В. Левски и църковен деец
- Паисий Каравелов (1894 – 1945), български духовник и общественик, служил в църквата „Св. св. Петър и Павел“
- Мирослав Манолов (1985) – футболист на Черно море
- Христо Иванов - Малкия (1851 – 1904) – революционен деец, близък до В. Левски и Христо Иванов-Големия, участник в Ботевата чета
- Тодор Кошников (1830 – 1876) – медицински фелдшер в Османската армия, председател на Частния революционен комитет в Сопот от времето на В. Левски, прототип на д-р Соколов от „Под игото“
- Гьока Павлов (1830 – 1905) – роден в Сопот, голям български родолюбец и благодетел. Другар и съратник на Левски.
- Фратьо Фратев (1876 – 1920), български актьор

### Починали в Сопот
- Румен Иванов (1973 – 2024), футболист

## Други
- Филми, изработени в „ТВС“, са получавали престижни награди и на международни фестивали.
- Сопот е известно място за практикуване на парапланеризъм.

## Галерия
- Къща музей Иван Вазов
- Радиното училище (Девическото училище) – фасада от юг
- Девическото училище („Радиното училище“)-фасада от север
- Начално училище „Неделя Петкова“
- Църквата „Св. св. Петър и Павел“
- Сопотския лифт
- Кинокомплекс „Александър Вазов“
- Панорама
- Сопотски манастир „Възнесение Господне“